# Roman Daszyk
Roman Daszyk (ur. 27 lutego 1931 w Bażanówce, zm. 7 września 2013) – polski nauczyciel, historyk, działacz społeczny TPD i PCK.

## Życiorys
Urodził się 27 lutego 1931 w Bażanówce. Uczył się w szkole podstawowej w pobliskiej Strachocinie. W 1951 zdał maturę w I Państwowej Szkole Męskiej Stopnia Podstawowego i Licealnego w Sanoku. Ukończył studia historyczne uzyskując tytuł magistra. Po studiach zamieszkiwał w Pisarowcach. Kształcił się w Nauczycielskim Studium w Raciborzu. Został nauczycielem i pracował w tym zawodzie od 1955. Pracował w Internacie Szkoły Specjalnej przy ul. Stanisława Konarskiego w Sanoku, jako nauczyciel pracował w miejscowościach Trepcza, Pisarowce. Został podinspektorem w Powiatowym Wydziale Oświaty w Sanoku. Później pracował jako nauczyciel w Państwowym Domu Dziecka w Sanoku. Był zatrudniony jako Inspektor Oświaty i Wychowania w Urzędzie Miejskim w Sanoku. Był nauczycielem-aktywistą Towarzystwa Szkoły Świeckiej. W 1995 odszedł na emeryturę.
Działał społecznie. Był działaczem Towarzystwa Przyjaciół Dzieci. Od 30 września 1964 do 1995 pełnił funkcję prezesa powiatowego oddziału TPD w Sanoku (jego poprzednikami byli Franciszek Moszoro, Wacław Machnik). Otrzymał tytuł honorowego członka i prezesa TPD powiatu sanockiego. Działał w Zarządzie Okręgowym TPD w Krośnie, Zarządzie Wojewódzkim w Rzeszowie, Zarządzie Głównym TPD w Warszawie. Pełnił funkcję przewodniczącego Zarządu Miejskiego TPD w Sanoku, ponownie wybrany w styczniu 1988 (zastępcami zostali Bolesław Michoń i Stanisław Cecuła). Został działaczem Polskiego Czerwonego Krzyża, działającego w budynku przy ul. Ignacego Daszyńskiego 17 w Sanoku. W grudniu 1983 wybrany na stanowisko przewodniczącego Zarządu Miejskiego PCK w Sanoku. Był także przewodniczącym Zarządu Rejonowego PCK.

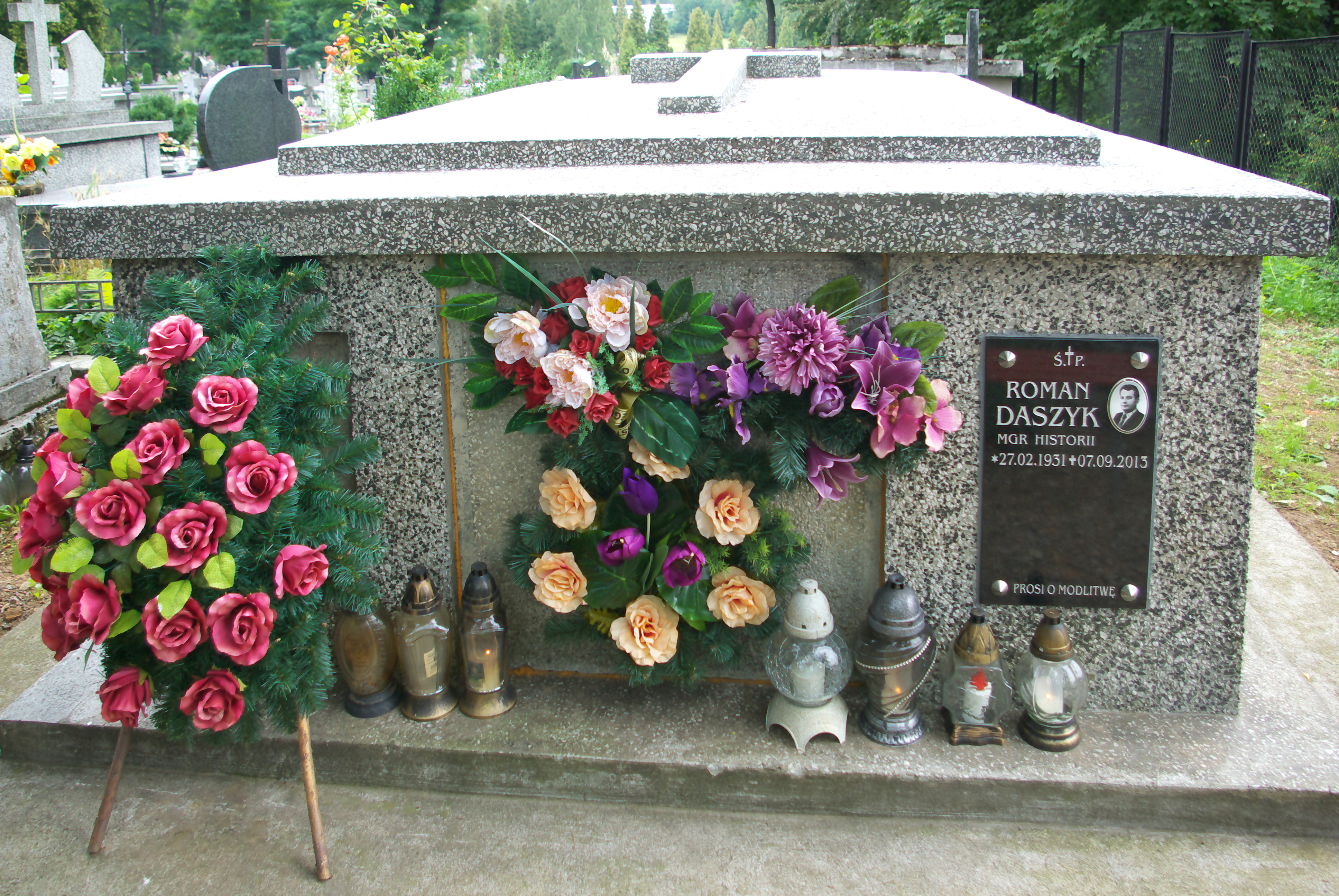
Grobowiec Romana Daszyka

Był żonaty. Zmarł 7 września 2013. Został pochowany na Cmentarzu Centralnym w Sanoku.

## Publikacje
- Rocznik Sanocki Tom X z 2011; artykuły:
  - 90 lat Polskiego Czerwonego Krzyża
  - 90 lat Towarzystwa Przyjaciół Dzieci

## Odznaczenia i nagrody
- Krzyż Oficerski Orderu Odrodzenia Polski (2001, za wybitne zasługi w działalności społecznej i charytatywnej)[18]
- Krzyż Kawalerski Orderu Odrodzenia Polski (1983)[19]
- Złoty Krzyż Zasługi (1975)[20]
- Odznaka „Zasłużony dla województwa krośnieńskiego” (1983)[14]
- Złota odznaka Towarzystwa Szkoły Świeckiej (1967)[4]
- Odznaka Honorowa Polskiego Czerwonego Krzyża (1984)[21]
- Nagroda wojewody krośnieńskiego (1988)[22][23]
- Nagroda „Zasłużony dla Powiatu Sanockiego” (2001, za działalność społeczną)[24]
- Nagroda Burmistrza Miasta Sanoka (2006)[25]